# هیتومی کاشیما
هیتومی کاشیما (به انگلیسی: Hitomi Kashima) (زادهٔ ۲۶ فوریهٔ ۱۹۸۰) شناگر اهل ژاپن است.